# Jean-Claude Piris
Jean-Claude Piris (* 14. November 1943 in Algier) ist ein französischer Jurist, Diplomat und Autor. Piris war Generaldirektor des Juristischen Dienstes des Europäischen Rates der EU.

## Leben
Piris studierte öffentliches Recht an der Universität von Paris und graduierte am Institut d’études politiques in Bordeaux. Von 1979 bis 1983 arbeitete er im diplomatischen Dienst in New York.
2004 wirkte er mit als Berater beim Zustandekommen des Vertrages für eine Verfassung von Europa, 2007 war er an der Verhandlung des Vertrages von Lissabon beteiligt. Von 1988 bis 2010 diente er als juristischer Berater des Europäischen Rates und des Rates der Europäischen Union.

## Publikationen
- The Constitution for Europe: A Legal Analysis, Cambridge University Press, 2006.
- Le Traité constitutionnel pour l'Europe: Une Analyse juridique, Bruylant, Bruxelles, 2006.
- El Tratado Constitucional para Europa: un Analisis juridico, Marcial Pons, Madrid et Barcelona, 2006.
- Il processo di Riforma dell'UE: il Trattato Costituzionale nella Prospettiva del Trattato di Riforma, CIDE, Roma, 2007.
- The Lisbon Treaty: A legal and political Analysis, Cambridge University Press, 2010.
- The Future of Europe: Towards a Two Speed EU?, Cambridge University Press, 2012[1]